# Werkstattrat
Ein Werkstattrat ist eine Interessenvertretung behinderter Menschen, die im Arbeitsbereich anerkannter Werkstätten für behinderte Menschen (WfbM) beschäftigt sind.
Zum 1. Januar 2018 waren in der Bundesrepublik Deutschland insgesamt 294.243 behinderte Menschen im Sinne des § 221 SGB IX in einer der 736 WfbMs beschäftigt, davon 264.895 im Arbeitsbereich.
Umgangssprachlich wird auch das einzelne Mitglied dieses Gremiums als Werkstattrat bezeichnet.

## Rechtliche Grundlagen
Rechtsgrundlage ist die Werkstätten-Mitwirkungsverordnung, die die Errichtung, die Zusammensetzung, die Aufgaben und die Wahl des Werkstattrats regelt.
Für Einrichtungen von Religionsgemeinschaften gibt es eigene Regelungen: die Diakonie-Mitwirkungsverordnung und die Caritas-Mitwirkungsverordnung. Diese müssen mindestens die Anforderungen der staatlichen Regelungen erfüllen.
Der Werkstattrat wird alle vier Jahre von den behinderten Menschen im Arbeitsbereich der Werkstatt gewählt. Die Werkstatträte bilden in den Bundesländern Landesarbeitsgemeinschaften, die sich auf Bundesebene zum Verein Werkstatträte Deutschland e.V. zusammengeschlossen haben.

### Landesarbeitsgemeinschaften
Es bestehen in allen 16 Bundesländern Landesarbeitsgemeinschaften (LAG) der Werkstatträte (WR).
- LAG WR Baden-Württemberg
- LAG WR Bayern
- LAG WR Berlin
- LAG WR Brandenburg
- LAG WR Bremen
- LAG WR Hamburg
- LAG WR Hessen
- LAK WR Mecklenburg-Vorpommern
- LAG WR Niedersachsen
- LAG WR Nordrhein-Westfalen
- LAG WR Rheinland-Pfalz
- LAG WR Saarland
- LAG WR Schleswig-Holstein
- LAG WR Sachsen
- LAG WR Sachsen-Anhalt
- LAG WR Thüringen